# Laportea peduncularis
Laportea peduncularis är en nässelväxtart. Laportea peduncularis ingår i släktet Laportea och familjen nässelväxter.

## Underarter
Arten delas in i följande underarter:
- L. p. latidens
- L. p. peduncularis

## Bildgalleri

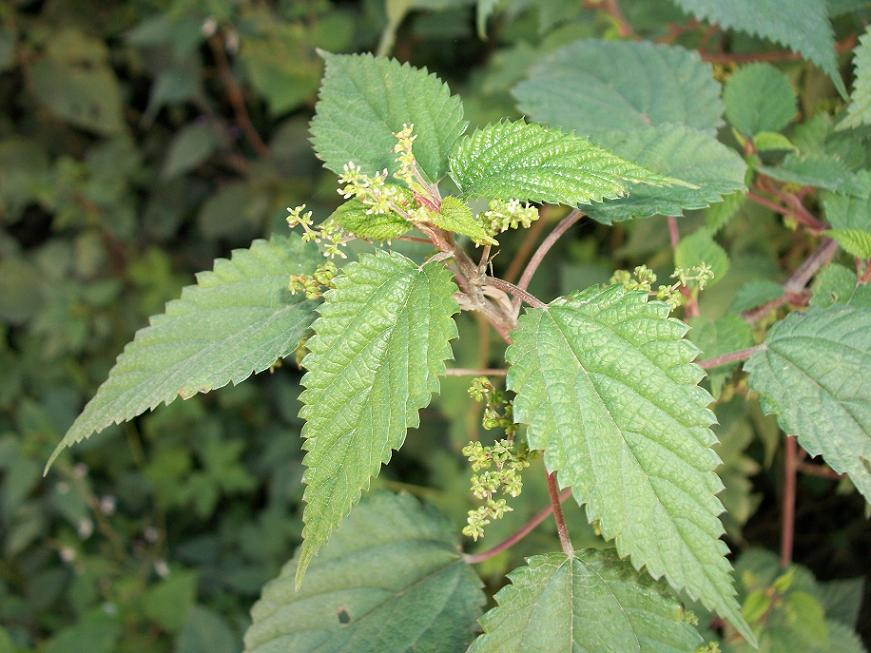
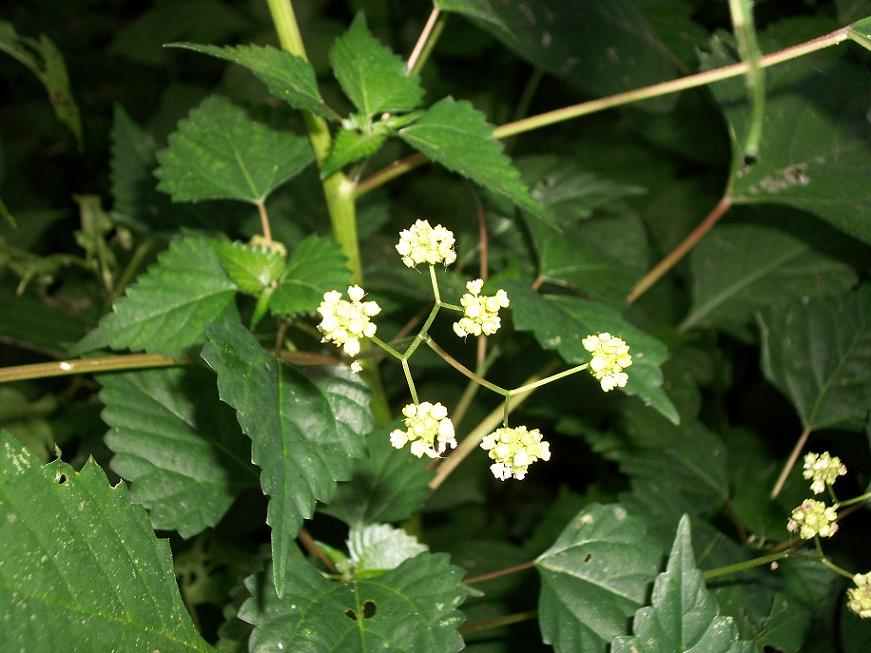